# کیوشی نیشیکاوا
کیوشی نیشیکاوا (انگلیسی: Kiyoshi Nishikawa؛ زادهٔ ۲ ژوئیهٔ ۱۹۴۶)  کمدین، بازیگر و سیاستمدار اهل ژاپن است.
از فیلم‌ها یا برنامه‌های تلویزیونی که وی در آن نقش داشته‌است می‌توان به حسابرسی چوشینگورا اشاره کرد.